# Liz Kelly
Elizabeth A. Kelly, née le 22 octobre 1951, est une sociologue britannique et la directrice du Child and Woman Abuse Studies Unit (CWASU) (université métropolitaine de Londres), ancienne leader de la Women's National Commission (en), aujourd'hui disparue, et coprésidente, avec Marai Larasi, de la End Violence Against Women Coalition (en).

## Biographie
Liz Kelly a écrit de nombreux articles sur la violence contre les femmes et les enfants, et a été rédactrice invitée de la revue Child Abuse Review (en).
L'examen des raisons pour lesquelles tant de violeurs présumés ne sont pas poursuivis et condamnés, mené pour le Crown Prosecution Service Inspectorate (en), l'a amenée à écrire : « at each stage of the legal process, stereotypes and prejudices play a part in decision-making »,,.
Dans son livre The Hidden Gender of Law, Kelly écrit : « there is no clear distinction between consensual sex and rape, but a continuum of pressure, threat, coercion and force ». Elle affirme que toutes les femmes subissent des violences sexuelles à certains moments de leur vie.
En 1984, elle mène une enquête auprès de soixante femmes. Elles sont toutes volontaires. Aucune n'a signalé de violences sexuelles auprès des services sociaux, police ou justice. Elles vont toutes faire part de plusieurs épisodes de violences sexuelles. Liz Kelly montre que toutes les formes de violence sexuelle (de la blague sexiste au féminicide) ont des effets négatifs sur la victime et qu'elles sont liées entre elles. Elle utilise le terme de continuum des violences pour montrer la fréquence des violences sexuelles subies au cours d'une vie.
Son livre Surviving Sexual Violence définit la violence sexuelle comme incluant « any physical, visual, verbal or sexual act that is experienced by the woman or girl, at the time or later, as a threat, invasion or assault, that has the effect of hurting her or degrading her and/or takes away her ability to control ». Une telle définition a été critiquée par Wendy McElroy, la décrivant comme « disastrously subjective », notant également que « regret is not a benchmark of consent »,.
Elle a été élevée au grade de commandeur de ordre de l'Empire britannique à l'occasion des 2000 New Year Honours (en), pour sa contribution à la lutte contre la violence envers les femmes et les enfants.

## Décoration
- Commandeur de ordre de l'Empire britannique (2000)

### Traduction
- « Le continuum de la violence sexuelle », traduit de l’anglais par Marion Tillous, Les Cahiers du Genre, n° 66, 2019, p. 17-36[12]